# La Gresle
La Gresle é uma comuna francesa na região administrativa de Auvérnia-Ródano-Alpes, no departamento de Loire. Estende-se por uma área de 14,75 km². Em 2010 a comuna tinha 872 habitantes (densidade: 59,1 hab./km²).
No dia 1 de dezembro de 2019, um domingo, um habitante faleceu morreu na aldeia durante a manhã. Para executar todos os procedimentos que uma morte implica, era preciso que um médico assinasse os documentos que oficializavam a morte. Demorou cerca de duas horas e meia para encontrar um. Assim, a presidente da junta de La Gresle, Isabelle Dugelet, assinou um decreto improvável que impede que os habitantes da aldeia francesa de morrer em casa aos fins de semana e feriados.
“É proibido que os habitantes morram nas suas casas no território municipal aos sábados, domingos e feriados, por tempo indeterminado”, adianta o documento assinado.